# إنغفارد لودفيغسين
إنغفارد لودفيغسين (بالدنماركية: Ingvard Ludvigsen)‏ (12 أبريل 1904 – 5 ديسمبر 1965) هو ملاكم دنماركي راحل، مثّل بلاده في الألعاب الأولمبية الصيفية 1928.

## روابط خارجية
إنغفارد لودفيغسين على موقع أوليمبيديا (الإنجليزية)